# Papel jaspeado

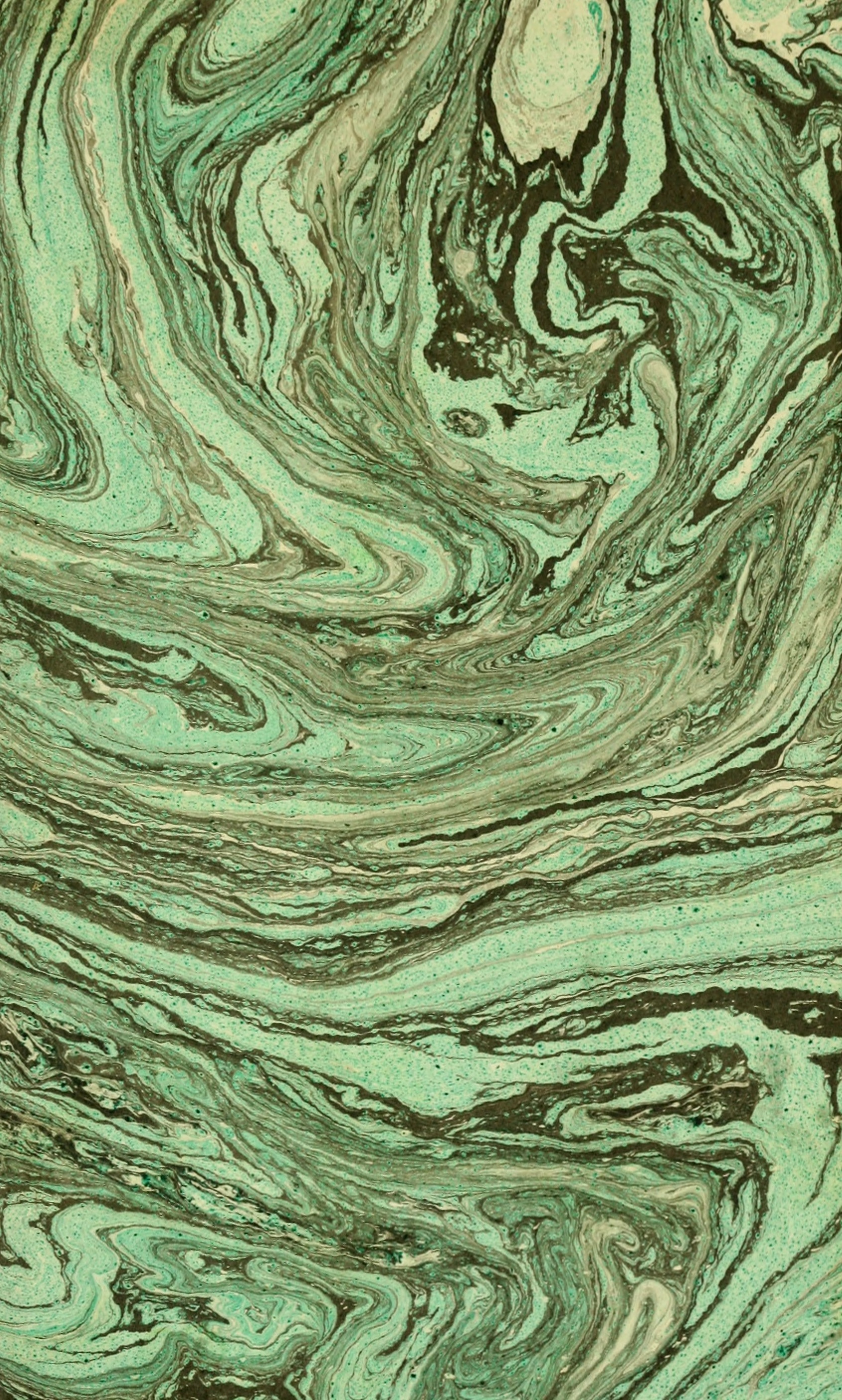
Hoja de guarda de un libro publicado en Sevilla en 1570.

El papel jaspeado, también conocido como papel marmoleado o papel de aguas se elabora mediante una técnica gráfica que consiste en colorear una hoja de papel poniéndola en contacto con pigmentos que se encuentran flotando en agua.
Se ha utilizado tradicionalmente para decorar las hojas de guarda en encuadernación. Es menos usual su uso para decorar tapas y cortes.

## Historia
Las primeras descripciones de su existencia provienen de viajeros europeos que visitaron Turquía, Persia y Oriente próximo a mediados del siglo XV y principios del XVI.
Se conocía la técnica en Alemania ya en 1600.

## Técnica

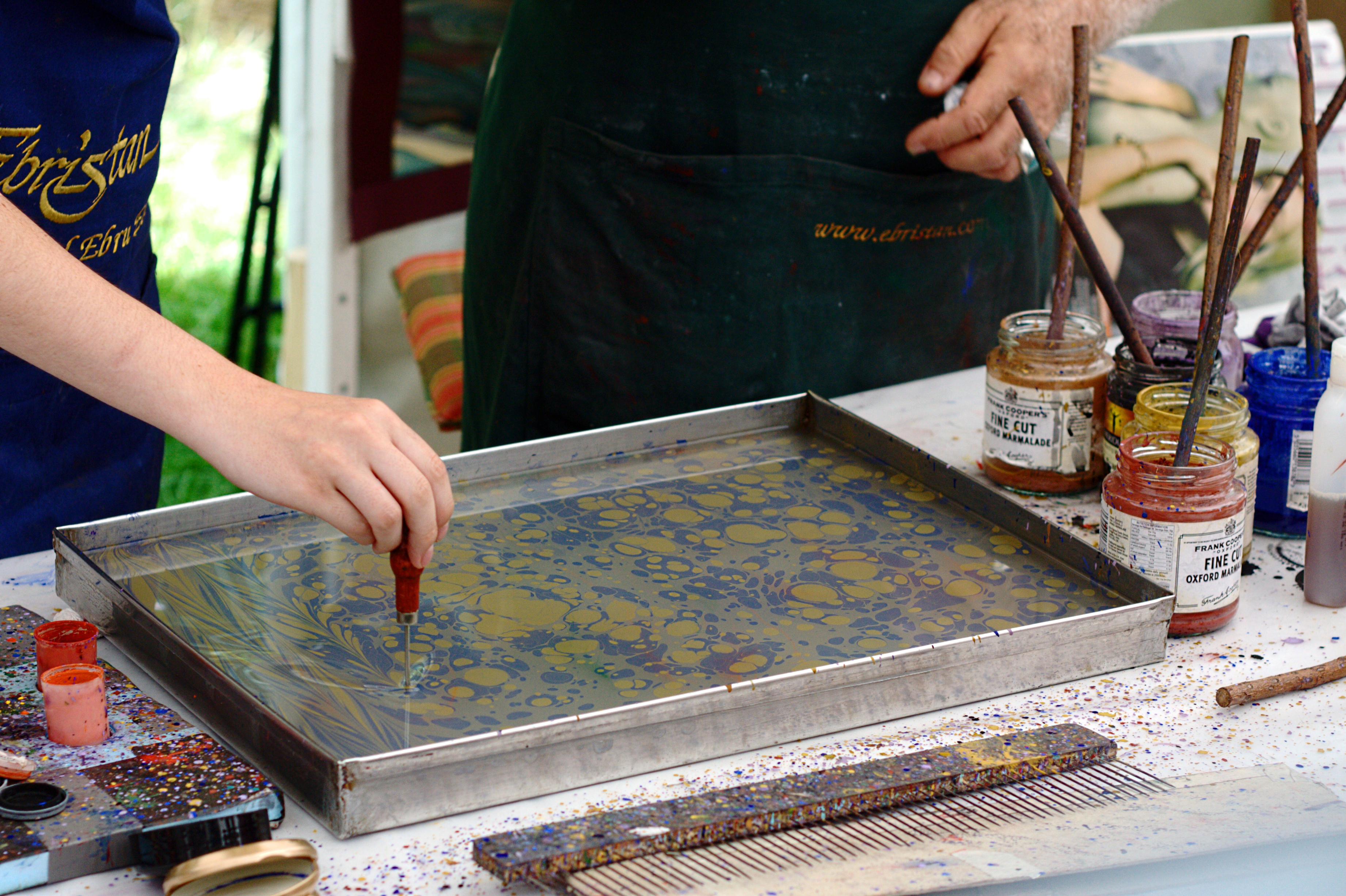
Óleos en una cubeta para hacer papel jaspeado

Para realizar papel jaspeado se introduce el papel en una cubeta que contiene agua y pigmentos no solubles. 
La disposición de las gotas del pigmento y los movimientos que se realicen en el agua determinarán el estilo del papel jaspeado.
Se coloca el papel blanco sobre la superficie del líquido para que se tinte y se retira sin que se corran los colores sobre el papel.
Cada trabajo tiene un diseño diferente que le da un carácter único.

## El ebru
En Turquía, el arte tradicional de elaboración del papel jaspeado, procedente de la zona de Asia Menor durante el Imperio otomano se denomina ebru. El ebru, arte turco de fabricación de papel jaspeado, fue inscrito en 2014 en la lista representativa de Patrimonio Cultural Inmaterial de la Humanidad de la Unesco.